# قطعنامه ۵۲۰ شورای امنیت
قطعنامه ۵۲۰ شورای امنیت سازمان ملل متحد که در تاریخ ۱۷ سپتامبر ۱۹۸۲ تصویب شد، سندی بین‌المللی دربارهٔ اسرائیل-لبنان است. این قطعنامه طی نشست ۲۳۹۵ام با ۱۵ موافق، ۰ مخالف و ۰ ممتنع تصویب شد.